# Utegångsdjur

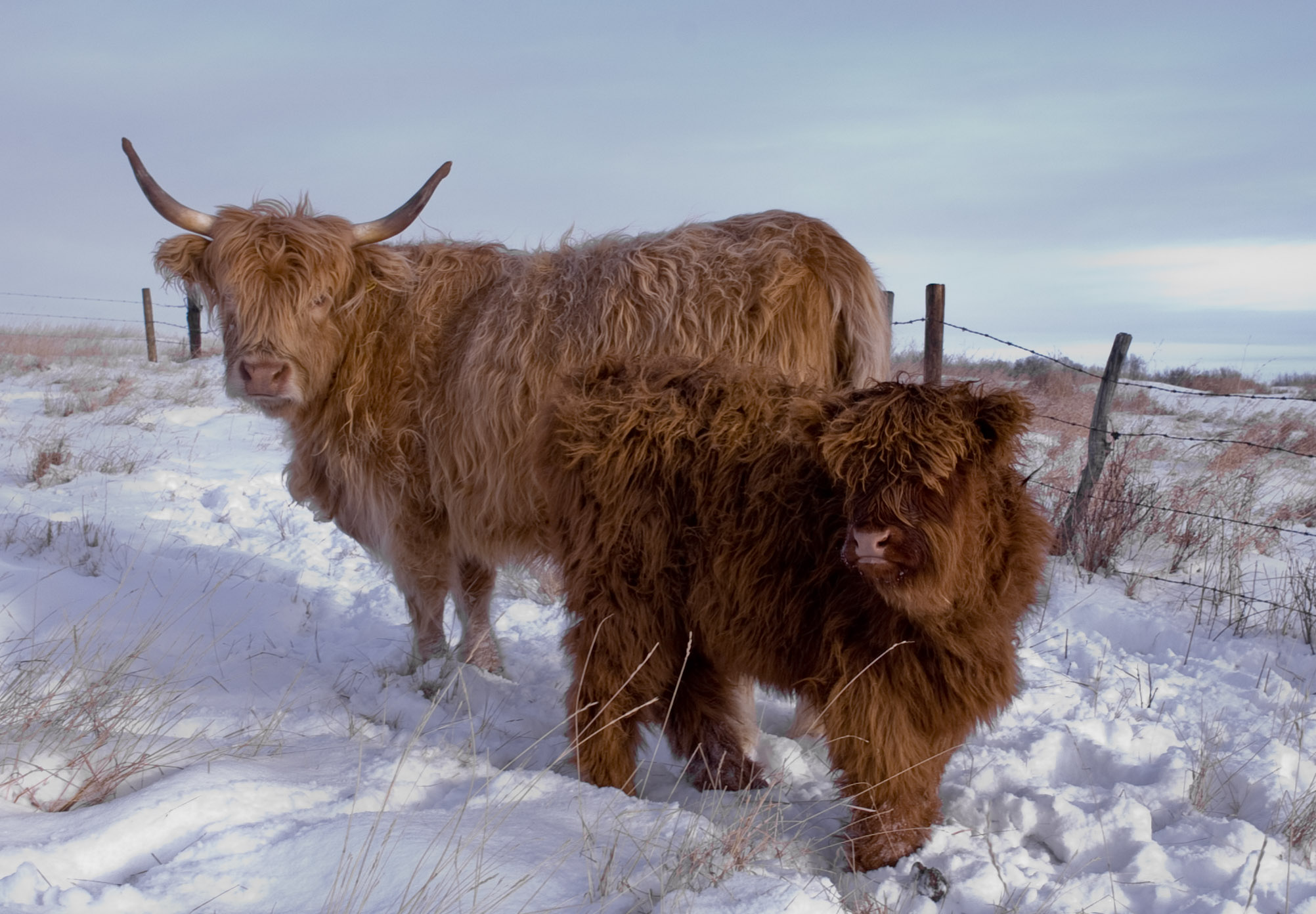
Highland cattle i Saskatchewan, Kanada.

Utegångsdjur syftar till de nötdjur som bereds möjlighet att under delar, eller hela tiden under den kallare delen av året vistas ute. Att nötkreatur hålls utomhus förekommer över hela världen och begreppet "utegångsdjur" är då mest relevant i trakter med tempererat klimat, som ett alternativ till att under vinterhalvåret, då betestillväxt inte sker, hålla djuren mestadels eller helt uppstallade (inhysta i ett stall). För att räknas som utegångsdjur bör djuren även under den kallare delen av året få vistas ute minst halva dygnet.

## Nötkreatur som utegångsdjur

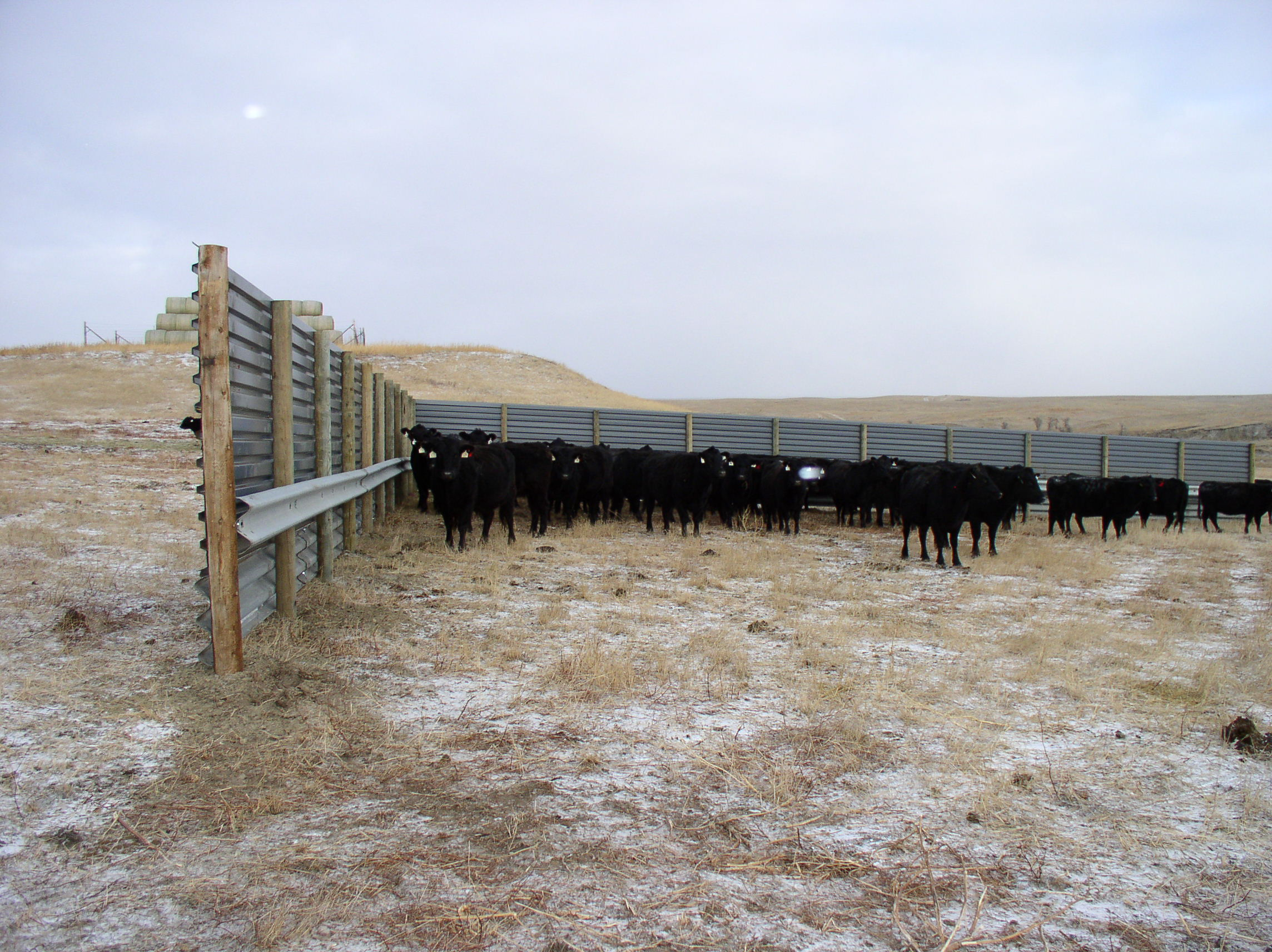
Ett vindskydd för boskap i South Dakota, USA.

Vid produktion av nötkött kan djuren födas upp inne i stall eller utomhus. Om djuren hålls utomhus har de möjlighet att utföra sina naturliga beteenden som till exempel att röra sig fritt på större ytor samt att gå och beta. Under den kalla delen av året, då lite eller inget bete finns, behöver dock utegångsdjur få sitt foderbehov täck genom utfodring, precis som uppstallade djur. Utegångsdjur kan vara ett sätt att öka lönsamheten för nötköttsproduktion, då det minskar arbetsbelastningen för bonden, och ger lägre energikostnader jämfört med för uppstallade djur. Även djurens generella hälsa påverkas positivt av utegång, till exempel genom bättre klövhälsa och mer rörelse.

## Utegångsdjur i Sverige

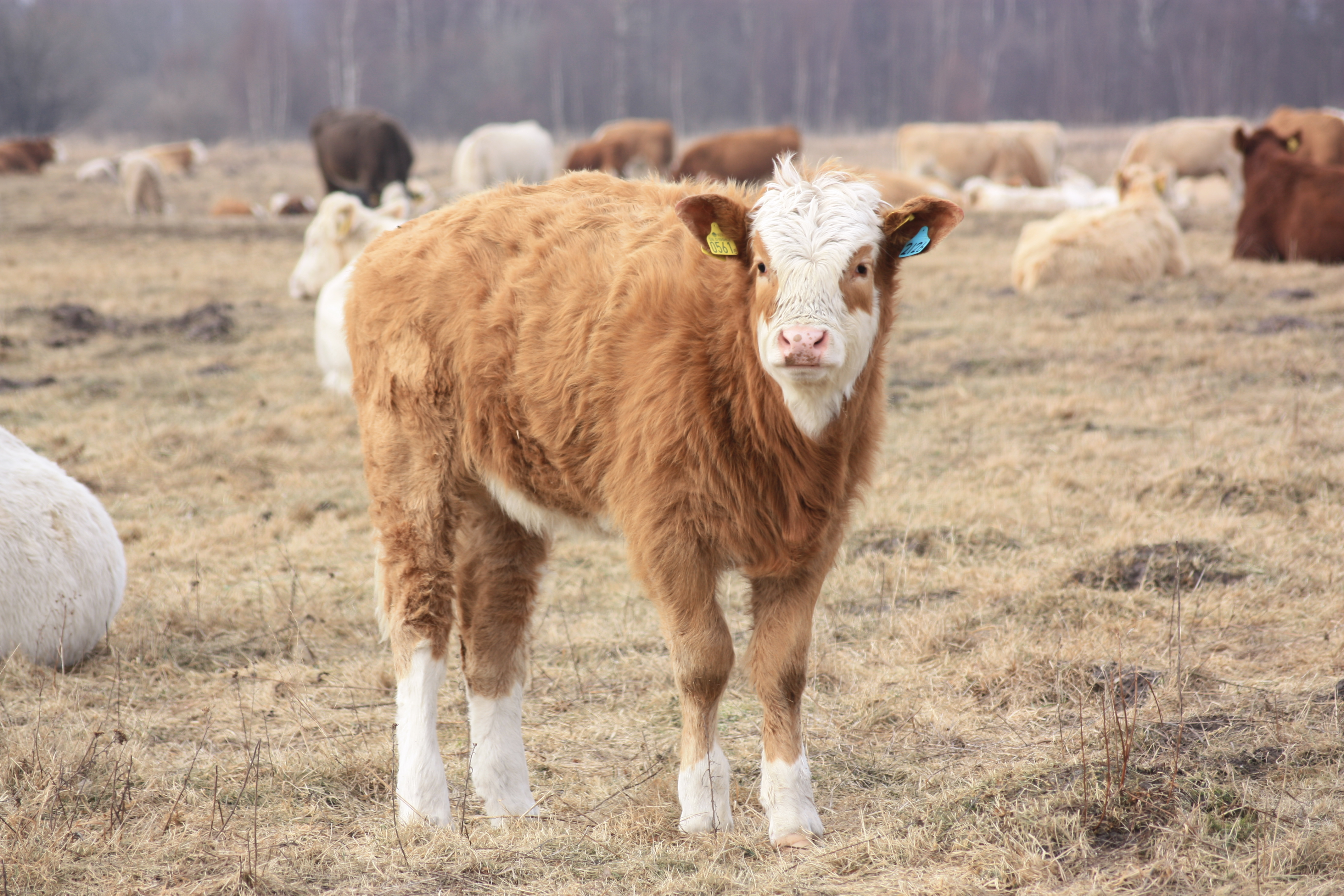
Kalv på Revingehed.

Enligt svensk lagstiftning krävs det att djur för att få hållas som utegångsdjur är anpassade för utevistelsen under den kalla delen av året samt att ett flertal andra djurskyddsförordningar uppfylls. Definitionen av utegångsdjur är enligt Jordbruksverkets föreskrifter ”djur som går ute eller har möjlighet att gå ute under den kalla årstiden då betestillväxt inte sker”, tolv timmar per dygn eller mer.
För alla utegångsdjur måste det finnas en ligghall eller annan byggnad under den kalla årstiden då betestillväxt inte sker. Ligghallen bör ha minst tre väggar och tak där djuren kan söka skydd och ligga ner på en torr och ren liggplats. Öppningen bör ligga i söderläge och utanför öppningen bör det finnas en hårdgjord eller dränerad yta. Marken vid utfodringsplatserna måste också klara påfrestningar från djuren. 
Undantag från kravet på ligghall kan dock medges av Jordbruksverket. För ett undantag krävs att djuren på annat sätt har tillräckligt skydd för väder och vind och att besättningen ansluts till ett kontrollprogram för utegångsdjur utan ligghall.
Trots att djuren går ute och sköter sig själva måste det finnas någon möjlighet att samla in enskilda djur vid sjukdom eller behandling. För att underlätta arbetet och minska risken för skador hos djur och människor är det bäst att ha en hanteringsfålla. Om ett djur blir skadat eller sjukt måste det finnas ett uppvärmt utrymme för behandling. 
De svenska besättningarna med utegångsdjur är idag relativt små och är endast en liten del av ägarens inkomstkälla. Trots detta finns det några få gårdar i Sverige som enbart har utegångsdjur. Hållning av utegångsdjur kännetecknas av relativt låg arbetsinsats då endast tillsyn, utfodring och vattenförsörjning krävs dagligen. 
Utfodring av grovfoder bör ske i foderhäckar för att undvika att djuren trampar och förorenar fodret. Det är även lämpligt att kunna flytta foderhäckarna för att undvika att marken blir söndertrampad samt att växtnäring läcker ut. Djuren ska ha fri tillgång till friskt vatten, det räcker inte med snö som vattenkälla. Vatten bör ges i uppvärmda vattenkoppar för att undvika att det fryser.
I Sverige är Highland cattle den ras som ofta används som utegångsdjur. Ur produktionssynpunkt är rasen Hereford väl lämpad som utegångsdjur eftersom de producerar mer kött på mindre foder vid kall, blåsig och fuktig miljö jämfört med andra köttraser som till exempel Aberdeen angus, Charolais, Simmental och Limousin.